# شاستيلورن
شاستيلورن (بالإنجليزية: Chastelhorn)‏ هو أحد جبال سلسلة جبال الألب ليبونتيني وجزء من القمة الأم بيزو تشينترالي يقع في كانتون أوري، سويسرا. يبلغ ارتفاع الجبل حوالي 2973 متر، بينما يبلغ ارتفاع نتوء الجبل 246 متر.